# Habitatges al carrer Major, 82-104 (Sant Joan Despí)
Els Habitatges al carrer Major, 82-104 és una obra de Sant Joan Despí (Baix Llobregat) inclosa a l'Inventari del Patrimoni Arquitectònic de Catalunya.

## Descripció
Final del carrer Major que és situat en la carretera comarcal BV-2001 en direcció a Sant Feliu de Llobregat. Es començà a edificar l'any 1926. Encara que no totes conserven els seus signes d'una manera pura, cal deixar constància que foren i encara són cases de pagesos i, per tant, tenen les característiques pròpies de tal activitat: casal lateral per l'entrada dels carros. Són al davant mateix dels camps i miren totes cap al riu.

## Història
Els peticionaris de les llicències municipals foren els mateixos interessats. Restes dels darrers edificis construïts com a finques agrícoles de propietaris petits del terme municipal.